# Palúdzka
Palúdzka (węg. Kispalugya) – dawniej wieś w powiecie Liptowski Mikułasz na Słowacji, w historycznej krainie Liptów, od 1960 r. dzielnica Liptowskiego Mikułasza. Liczy ok. 3 tys. mieszkańców.

## Położenie
Leży niespełna 1,5 km na zachód od centrum Liptowskiego Mikułasza, na wysokości ok. 570 m n.p.m. Zabudowania rozłożone są po obu stronach rzeczki Demianówki, uchodzącej na północnym skraju Palúdzki do Wagu jako jej lewy dopływ. Od wschodu i północy ogranicza dzielnicę Wag, od zachodu brzeg zbiornika wodnego Liptovská Mara, a od południa autostrada D1.

## Historia
Palúdzka rozwinęła się na terenie starszej wsi Paludza, zatopionej dziś całkowicie wodami Liptowskiej Mary. Po raz pierwszy wspominana była w 1273 r., jednak jeszcze przed końcem XIII w. z jej obszaru wydzieliła się kolejna jednostka osadnicza – Bodice. Pierwszym znanym właścicielem wsi był niejaki Ondrej, notariusz w służbach zwoleńskiego żupana Demetra, przodek ziemiańskiej rodziny Palugyay'ów (słow. Palúckovci, Palúďajovci). Szeroko rozgałęziona z czasem rodzina Palugyay'ów dzierżyła wieś do 1848 r. Mieszkańcy zajmowali się rolnictwem i rzemiosłem, zwłaszcza garbarstwem. Działała tu również fabryczka produkująca żelatynę.
Po II wojnie światowej powstała tu siedziba wielkiego państwowego majątku ziemskiego (słow. Štátny majetok Liptovský Mikuláš), obejmującego całe ziemie rolne środkowego Liptowa, leżące u podnóży Niżnych Tatr.

## Zabytki
- Renesansowy kasztel Vranovo z 1618 r.;
- Rokokowo-klasycystyczny kasztel Bocian z 2 poł. XVIII w.;
- Kościół ewangelicki z l. 1840–1841;
- Klasycystyczny kościół katolicki z 1854 r.;
- Klasycystyczna kaplica św. Jana Nepomucena z 1856 r., wzniesiona na miejscu dawnego, gotyckiego kościoła katolickiego;